# Соломон Ґоломб
Соломон Вольф Ґоломб, або Соломон Вольф Голомб (англ. Solomon Wolf Golomb; 30 травня 1932, Балтімор, штат Меріленд, США — 1 травня 2016, Лос-Анджелес, США) — американський математик, інженер, професор електротехніки в Університеті Південної Каліфорнії. Найбільш відомий широкій публіці і шанувальникам математичних ігор як винахідник гри поліміно (узагальненого доміно), яка надихнула російського програміста Олексія Пажитнова на створення комп'ютерної гри «Тетріс». Голомб спеціалізувався на задачах комбінаторного аналізу, теорії чисел і теорії кодування.

## Походження та навчання
Соломон Голомб народився в єврейській родині. Він випускник середньої школи Балтиморського міського коледжу, отримав ступінь бакалавра гуманітарних наук в Університеті Джонса Гопкінса та докторський ступінь (Ph. D.) Гарвардського університету в 1957 році за дисертацію про «Задачі розподілу простих чисел».

## Трудова діяльність
Працюючи в компанії «Glenn L. Martin Co.», він зацікавився теорією зв'язку і почав свою роботу над послідовностями регістрового зсуву. Свій рік Фулбрайта він провів в Університеті Осло, а потім приєднався до Лабораторії реактивного руху Калтеха, де він досліджував військові та космічні засоби зв'язку. Він став викладачем Університету Південної Каліфорнії в 1963 році.
Голомб ідентифікував характеристики і виявив особливості та переваги послідовностей регістрового зсуву максимальної довжини (М-послідовностей), також відомих як псевдовипадкові або псевдошумові послідовності, які мають великі військові, промислові і споживчі застосування.

## Наукові пошуки
Голомб — винахідник «кодування Голомба» — одного з видів ентропійного кодування. Голомб регулярно вів рубрику «Загадки Голомба» в інформаційному бюлетені Інституту інженерів по електротехніці і електроніці. Він — частий автор колонки «Математичні ігри» в журналі «Scientific American» (Саєнтифік американ). Його внесок є і у рубриці «Цікава математика» журналу «Рептилії» («Rep-tiles»). Він також писав по одній головоломці для кожного випуску «Журналу Джона Гопкінса», в якому його колишній університет щомісяця публікував його, в колонці «Гамбіти Голомба».

## Нагороди та звання
У 1992 році за свої дослідження він отримав медаль Агентства національної безпеки США, а російська академія природничих наук нагородила його медаллю Капіци.
У 2000 році Інститут інженерів по електротехніці і електроніці нагородив його медаллю Річарда Геммінга за його винятковий внесок в інформатику та інформаційні системи. Він був названий головною фігурою в теорії кодування, теорії інформації протягом більш чотирьох десятиліть, в тому числі і за його здатність застосовувати вищу математику до завдань цифрового зв'язку.
Соломон Голомб був одним з перших професорів вищої ланки, хто зробив спробу пройти мега IQ-тест Рональда Хофліна, вперше опублікований в журналі Omni. Він показав рівень IQ, рівний приблизно 176. Порівняння цього показника з результатами інших людей, випадково відібраних, що пройшли цей тест, показує, що коефіцієнт унікальності Голомба склав 1/1 000 000.

## Досягнення
Ім'ям Соломона Голомба названий запропонований ним метод ентропійного кодування (код Голомба), що використовується, зокрема, при стисненні зображень в стандарті JPEG-LS, стиснення звуку без втрат у стандарті MPEG-4 тощо. На честь Соломона Голомба названа лінійка Голомба, що застосовується в радіозв'язку, радіолокації, астрономії та шифрування даних.